# Hotel (serie televisiva)
Hotel è una serie televisiva statunitense trasmessa dalla ABC dal 1983 al 1988.
Ispirato all'omonimo romanzo di Arthur Hailey, che a suo tempo era stato preso a modello per il film cinematografico Intrighi al Grand Hotel, la serie ottenne un ottimo successo di pubblico tanto da aggiudicarsi un People's Choice Awards e un telegatto.
Trasmessa dalla ABC dal 1983 al 1988, in Italia ottenne fama e pubblico nonostante i diversi cambi di rete. Prima Canale 5, poi Rete 4 che la trasmise subito dopo Falcon Crest ed infine di nuovo Canale 5 che, nonostante la fascia del mezzogiorno e il periodo estivo riuscì ad ottenere comunque ottimi dati di ascolto.
L'episodio pilota, pubblicato come film per la TV dall'omonimo titolo, vedeva la presenza di Bette Davis. L'attrice, che avrebbe dovuto interpretare Laura Trent, la proprietaria dell'albergo, venne sostituita da Anne Baxter nella parte di Victoria, la cognata di Laura. Un duro colpo per la Davis che conosceva molto bene il talento della collega, avvendola affiancata in Eva contro Eva. La Baxter non ebbe comunque modo di godere il successo della serie, infatti dopo 63 episodi, a causa della sua prematura morte, il suo personaggio venne fatto morire.
Tra le guest star Ginger Rogers, al suo ultimo ruolo da attrice, e Tori Spelling, che per la parte venne nominata ad un Young Artist Award.
Musiche composte da Henry Mancini. Riprese esterne effettuate al Fairmont Hotel
di San Francisco.
Seguito da un film tv datato 2003, prodotto da Spelling ma inedito in Italia.

## Trama
Nel Saint Gregory Hotel di San Francisco la vita personale e professionale dello staff permanente e le attività dei clienti di passaggio si trovano spesso a convergere e incrociarsi. Il direttore si chiamava Peter Mac Dermott. L'aristocratica Victoria Cabot sovrintendeva alla conduzione dell'albergo in sostituzione di sua cognata, Laura Trent, impedita dalla salute cagionevole. Fra i componenti dello staff si ricordano anche l'affascinante responsabile delle promozioni, Christine Francis, che si innamorerà del direttore, carica che lei stessa avrebbe ricoperto in seguito. Fra gli altri membri ricordiamo il carismatico direttore delle pubbliche relazioni Mark Danning, l'ex truffatore Billy Griffin che divenne il detective dell'hotel, la recezionista Julie Gillette e la giovane coppia formata da Dave e Megan Kendall.

## Personaggi
- Bette Davis è Laura Trent
- Anne Baxter è Victoria Cabot
- James Brolin è Peter Mac Dermott (Direttore)
- Connie Sellecca è Christine Francis
- Shari Belafonte è Julie Gillette
- Shea Farrell è Mark Danning
- Nathan Cook è Billy Griffin (Detective)
- Michael Spound è Dave Kendall (portiere)
- Heidi Bohay è Megan Kendall
- Harry George Phillips è Harry (Barman)
- Michael Yama è Kei

### Guest Stars
- Vera Miles è Grace Harlan (4 episodi, 1984-1987)
- Leigh McCloskey è Hank Miller (3 episodi, 1983-1986)
- Leigh Taylor-Young è Carole (3 episodi, 1983-1986)
- Stewart Granger è Anthony Sheridan (2 episodi, 1983-1987)
- Hope Lange è Dr. Hannah Fielding (2 episodi, 1983-1986)
- Lynn Redgrave è Audrey Beck (2 episodi, 1983-1986)
- Jean Simmons è Jessica Daniels (2 episodi, 1983-1985)
- Dick Van Patten è Frasier Pratt (2 episodi, 1983-1985)
- Mel Ferrer è Anthony Palandrini (2 episodi, 1985)
- Tom Bosley è Blaine Chapman (2 episodi, 1986-1987)
- Robert Culp è Daniel Kingsford (2 episodi, 1986-1987)
- Duncan Regehr è Adam Kirkwood (2 episodi, 1986)
- Lorenzo Lamas è Diz Wilder (1 episodio, 1983)
- Sarah Jessica Parker
- Johnny Depp
- Tori Spelling
- Heather Locklear
- George Clooney
- Ginger Rogers
- Alec Baldwin
- River Phoenix
- Michelle Phillips
- Brandon Call
- Bo Hopkins
- David Hedison
- Lola Falana
- Marion Ross
- Scott Baio
- Jenny Beck
- Elizabeth Taylor è Katherine Cole (1 episodio, 1984)
- Jane Badler è Angie Archer (1 episodio, 1985)
- Christopher Atkins è Jason Fielding (1 episodio, 1985)
- Martin Landau

## Episodi
| Stagione         | Episodi | Prima TV USA | Prima TV Italia |
| ---------------- | ------- | ------------ | --------------- |
| Prima stagione   | 23      | 1983-1984    | 1985            |
| Seconda stagione | 28      | 1984-1985    |                 |
| Terza stagione   | 25      | 1985-1986    |                 |
| Quarta stagione  | 22      | 1986-1987    |                 |
| Quinta stagione  | 18      | 1987-1988    |                 |